# Vorslunde juni 1990
|  | Denne artikel er oprettet af botten Steenthbot ud fra en ekstern database. Den kan derfor have sproglige fejl eller mangler. Denne skabelon kan fjernes efter kontrol af indholdet. |

Vorslunde juni 1990 er en dansk dokumentarfilm fra 1990 instrueret af Preben Nygaard efter eget manuskript.

## Handling
Et portræt af en landbofamilie, der er gået nye veje. Ingrid og Hans Jensen dyrker kartofler på den sandede midtjyske jord. For 12 år siden startede familien desuden en andefarm, som er blevet en succes. I en rolig rytme og uden kommentar kommer TV-programmet ind på vor tids landbrug, dets økonomi, indretning og ejerforhold. Del af serien »Video- og TV-Laboratoriet 1990«.